# 오라클 (기업)
오라클(Oracle Corporation)은 미국 텍사스에 본사를 둔 매출 규모 세계 2위의 소프트웨어 회사이다. 이 회사의 대표적인 제품인 데이터베이스 제품, 오라클 RDBMS는 세계 최고의 점유율을 차지하고 있다. 2014년 오라클은 마이크로소프트에 이어 소득 기준으로 2번째로 큰 소프트웨어 제조사였다. 2009년 4월 20일, 오라클은 자사가 세계 4대 컴퓨터 서버 업체인 미국 썬 마이크로시스템즈를 74억 달러(약 10조 원)에 인수했다는 것을 발표했다.

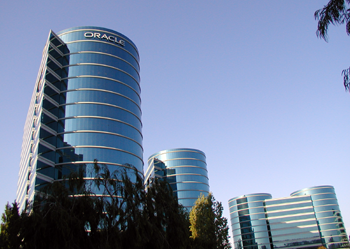
캘리포니아주 레드우드 쇼어에 있는 오라클 오피스 건물

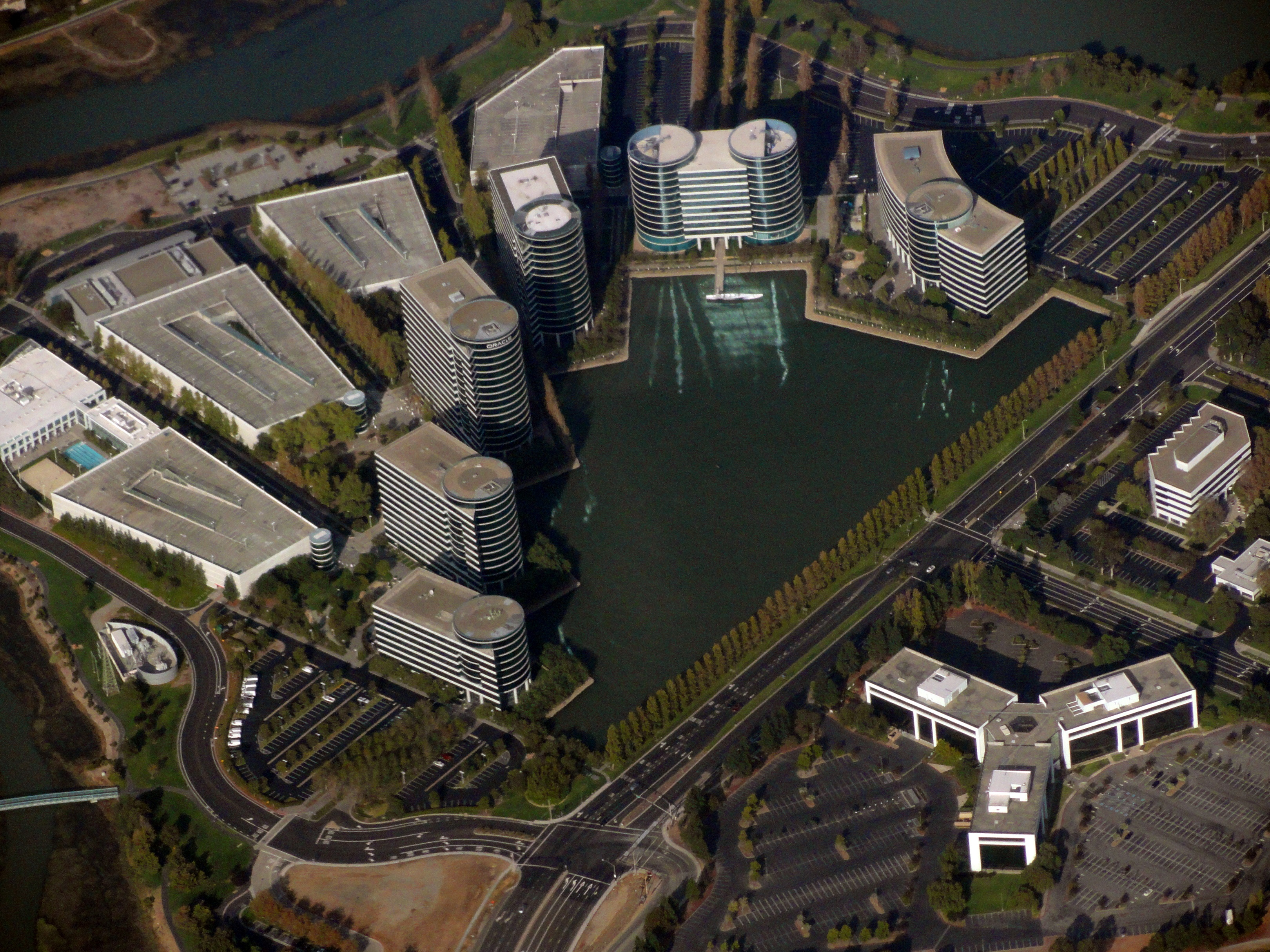
캘리포니아주 오라클 본사 항공뷰

## 역사
래리 엘리슨은 1977년 밥 마이너와 Ed Oates와 함께 소프트웨어 디밸롭먼트 래버러토리스(Software Development Laboratories, SDL)라는 이름으로 오라클을 공동 설립하였다. 엘리슨은 "A Relational Model of Data for Large Shared Data Banks"라는 이름의 관계형 데이터베이스 관리 시스템(RDBMS)에 관한 에드거 F. 커드의 1970년 논문에서 영감을 얻었다. 그는 Oates가 제공한 "IBM 리서치 저널"의 한 문헌에서 IBM 시스템 R 데이터베이스에 관해 이야기를 들었다. 엘리슨은 오라클의 제품을 시스템 R과 호환시키기 바랐으나 IBM가 자사의 DBMS의 오류 코드를 기밀로 유지하는 바람에 실패하였다. SDL은 1979년 사명을 RSI(Relational Software, Inc)로 바꾸었고 다시 1982년 오라클 시스템즈 코퍼레이션(Oracle Systems Corporation)으로 변경하면서 자사의 대표 제품 오라클 데이터베이스와 더 밀접히 배치시켰다. 이 단계에서 밥 마이너의 회사 직위는 수석 프로그래머였다. 1986년 3월 12일, 회사는 기업 공개를 하였다. 1995년 오라클 시스템즈 코퍼레이션은 사명을 오라클 코퍼레이션(Oracle Corporation), 이후 공식 명칭은 오라클(Oracle)로 변경하였으나 종종 지주 회사의 이름인 오라클 코퍼레이션으로 불리기도 한다. 오라클 코퍼레이션의 초기 성공 중 일부는 제품 구현을 위해 C 프로그래밍 언어를 사용한 것에서 비롯되었다. 다른 운영 체제(대부분 C를 지원)로의 이식을 쉽게 하였다.

## 제품 및 서비스
- 오라클 데이터베이스
- 오라클 퓨전 미들웨어
- 오라클 엔터프라이즈 매니저
- 오라클 시큐어 엔터프라이즈 리서치(Oracle Secure Enterprise Search, SES)
- 오라클 비하이브
- 오라클 콜러보레이션 스위트(Oracle Collaboration Suite, OCS)
- 개발 소프트웨어
  - 오라클 디자이너
  - 오라클 디밸로퍼 - 오라클 폼, 오라클 디스커버, 오라클 리포트로 구성
  - JDeveloper
  - 넷빈즈
  - 오라클 애플리케이션 익스프레스 (APEX)
  - 오라클 SQL 디밸로퍼
  - 오라클 SQL *플러스 워크시트
  - OEPE (Oracle Enterprise Pack for Eclipse)
- 하드웨어
  - 오라클의 썬 마이크로시스템즈 인수를 통한 썬 하드웨어
  - 엑사데이터
  - 엑사로직
  - 빅 데이터 얼라이언스
- 응용 프로그램 제품
  - 오라클 E 비즈니스 스위트
  - 피플소프트 엔터프라이즈 (피플소프트 참고)
  - 시벨 시스템즈
  - JD 에드워즈 엔터프라이즈원 (JD 에드워즈 참고)
  - JD 에드워즈 월드
- 서비스
  - 오라클 아카데미
  - 오라클 컨설팅
  - 오라클 유니버시티
    - 오라클 인증 프로그램

  - 오라클 온 디맨드 (SaaS 제공)
  - 오라클 지원
    - 제품 지원
    - 중요 패치 업데이트
    - 오라클 구성 관리자 (Oracle Configuration Manager, OCM, 이전 이름: 고객 구성 저장소/CCR)
    - 오라클 자동 서비스 요청 (Oracle Auto Service Request, ASR)

  - 오라클 파이낸싱

## 사무실

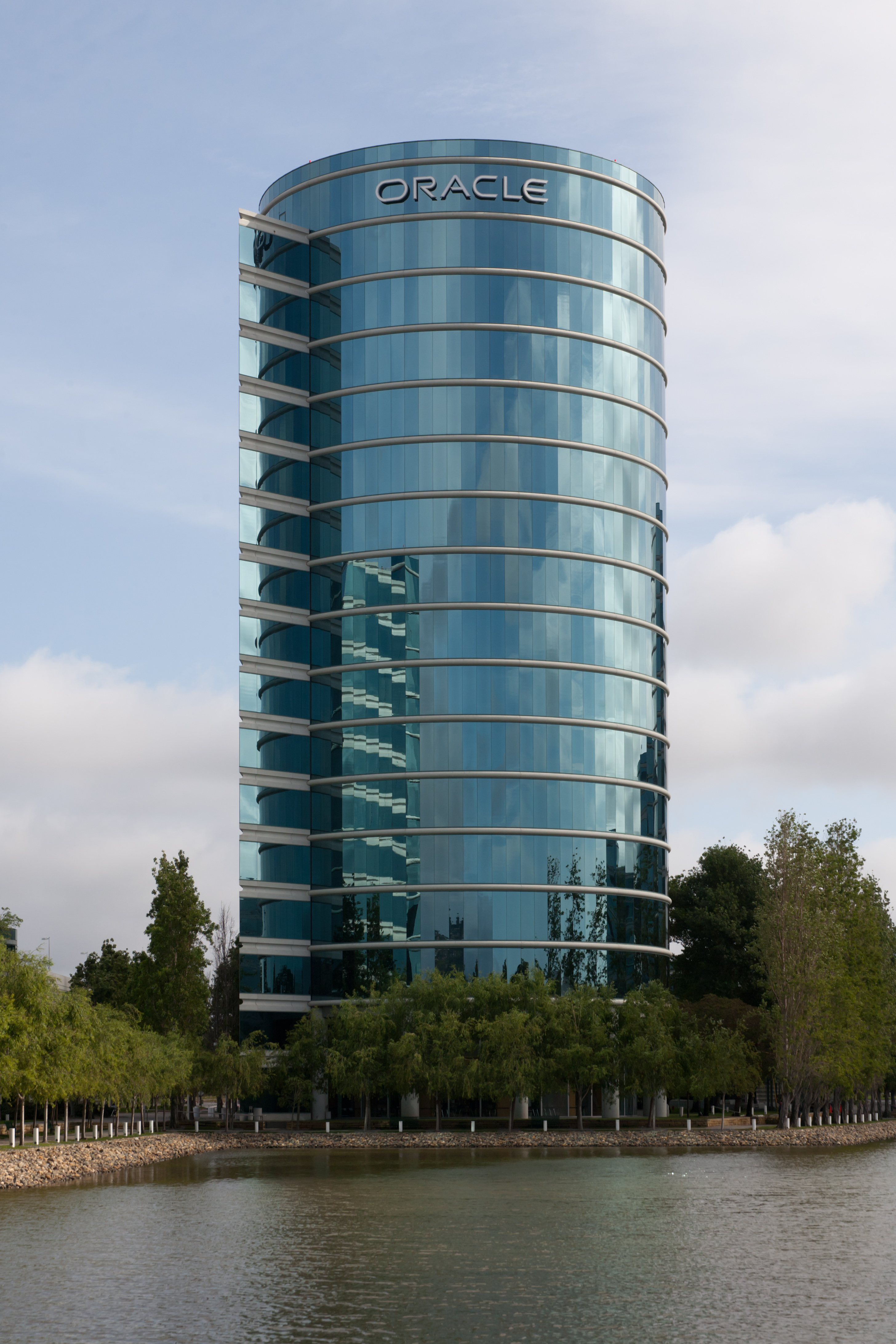
300 Oracle Parkway at Oracle Corporation in Redwood Shores, California.
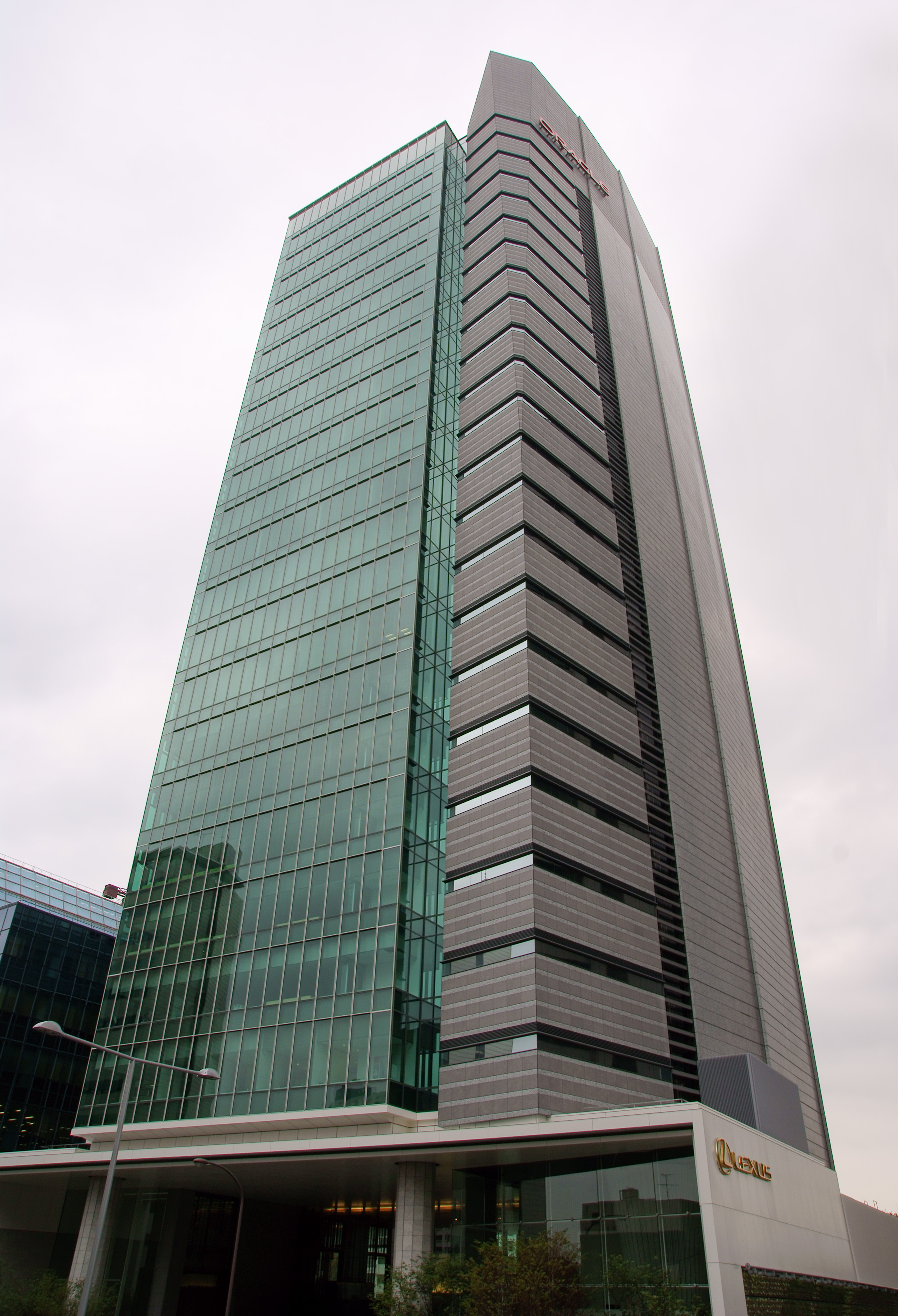
Oracle Aoyama Center Building, with Lexus International Gallery Aoyama
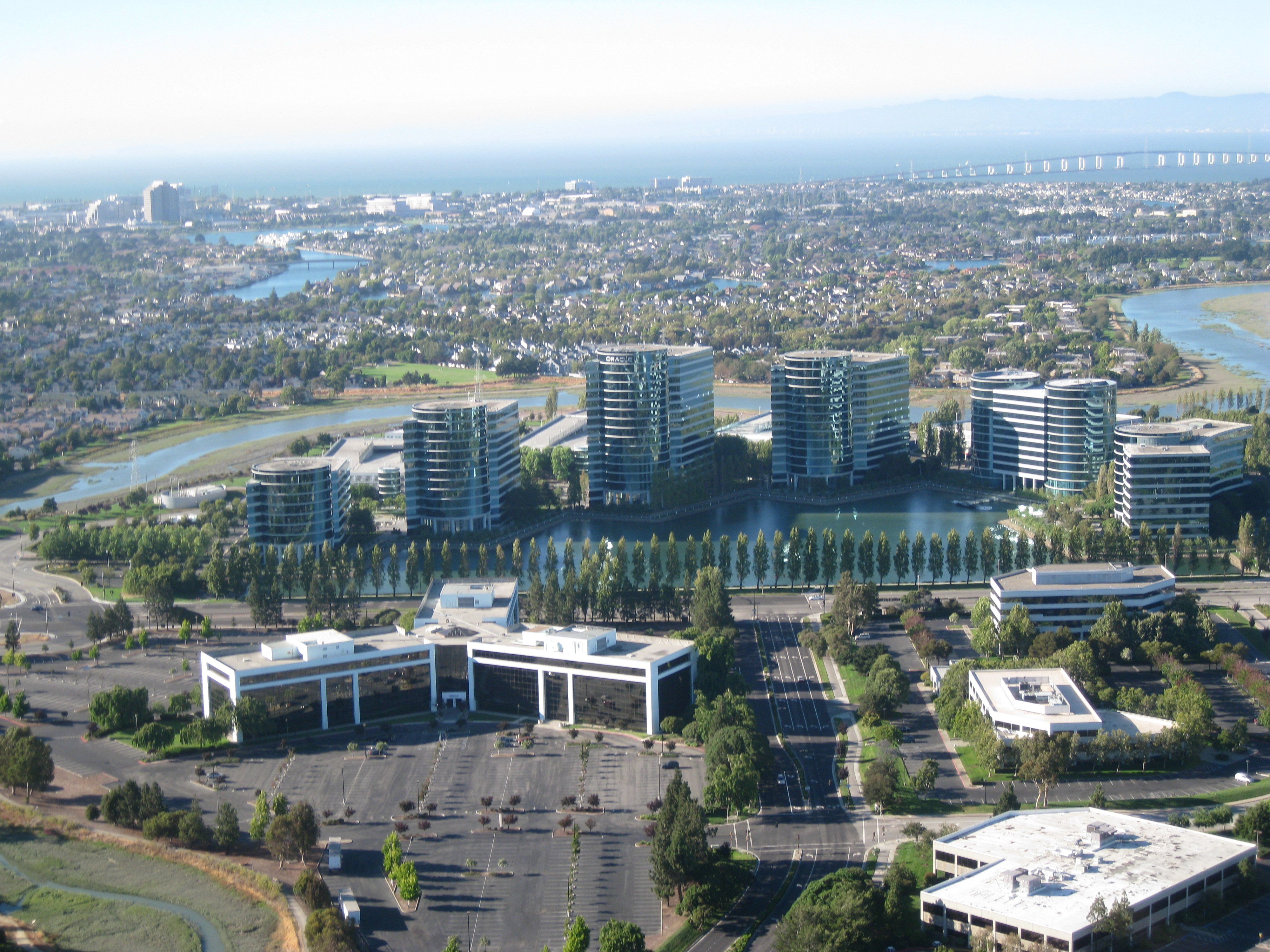
Oracle Office, with Oracle Plaza building in left foreground
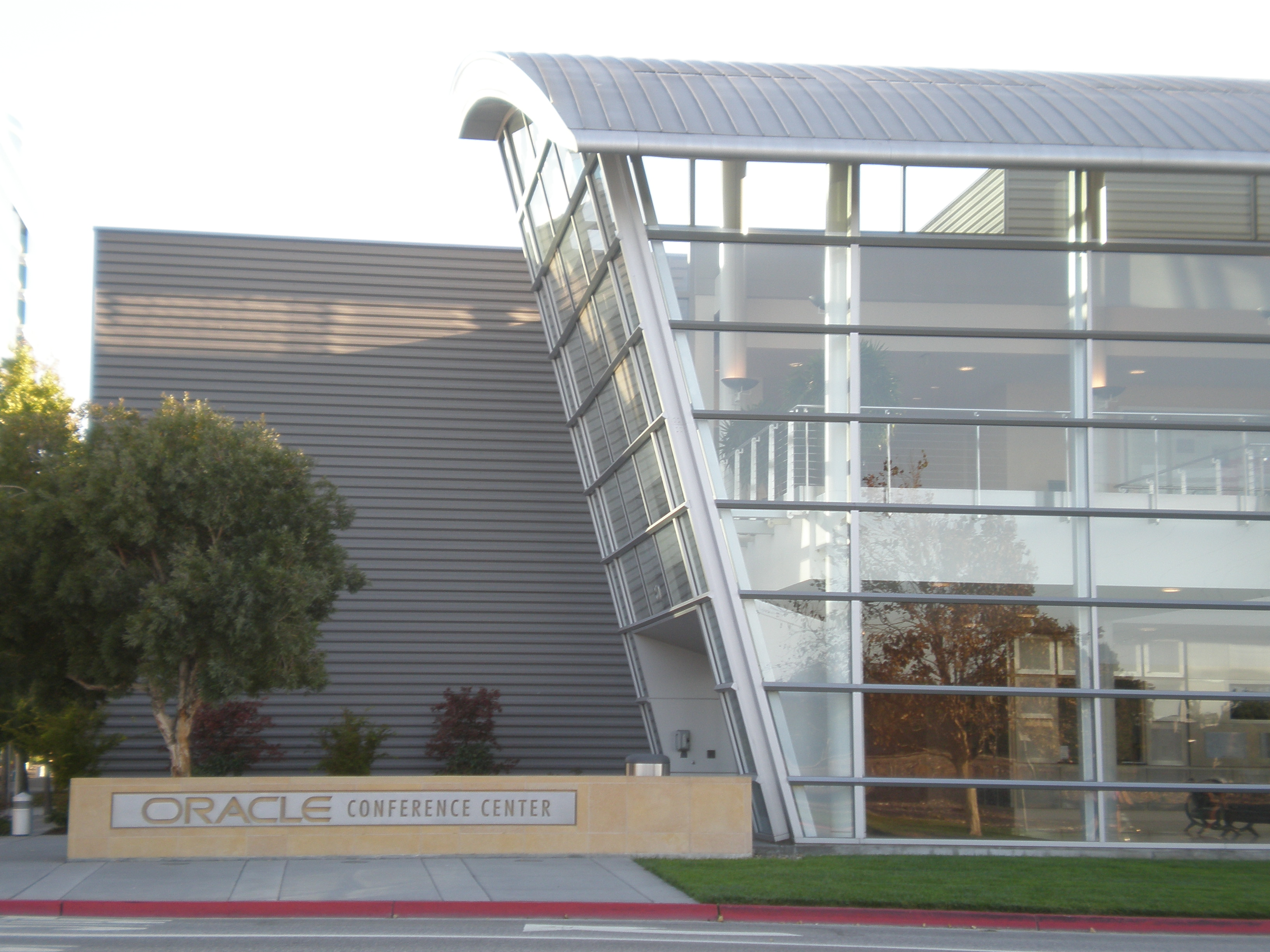
The Oracle Conference Center at Oracle Corporation in Redwood Shores, California
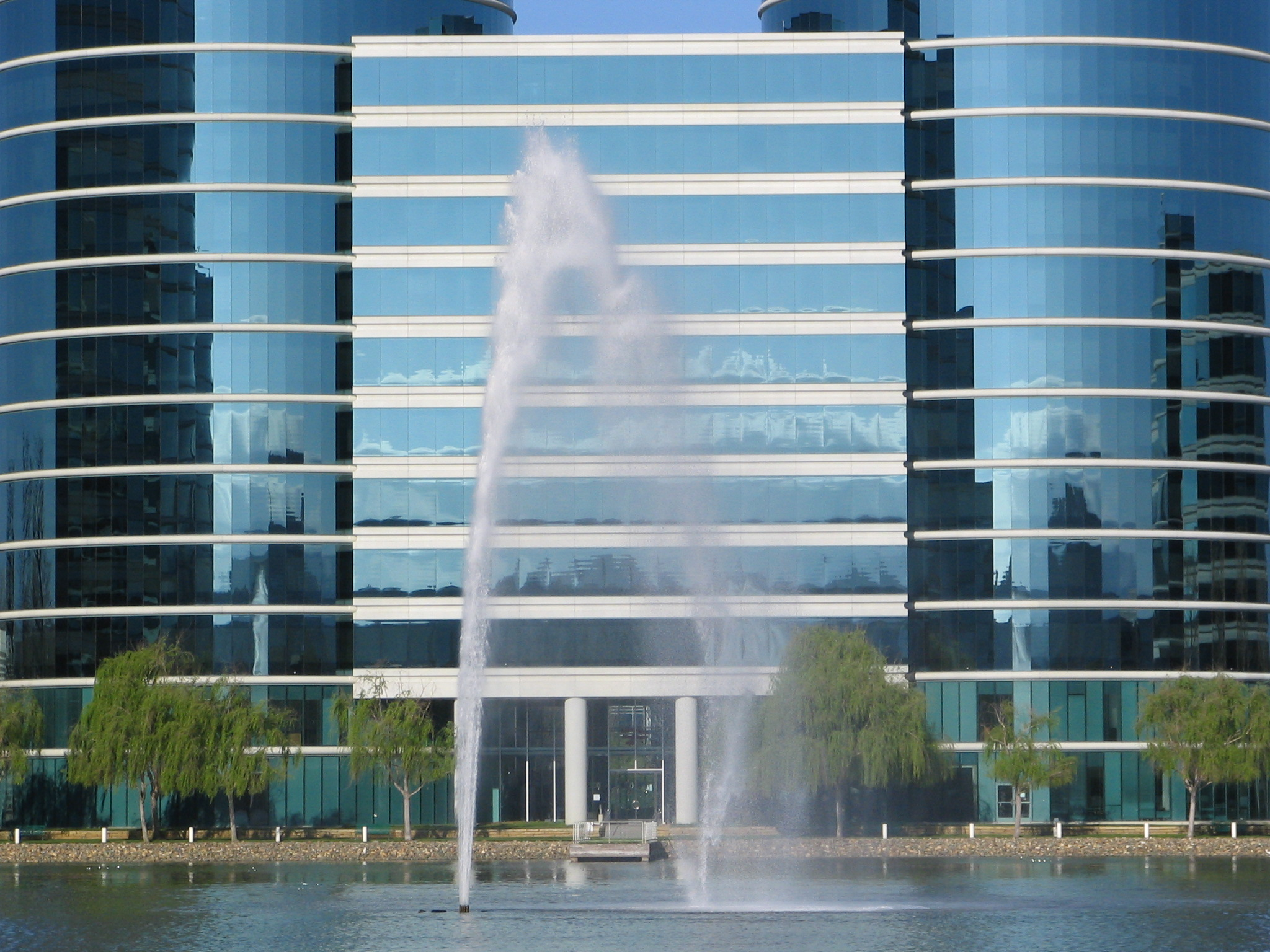
Fountain in the Oracle lake, Redwood Shores
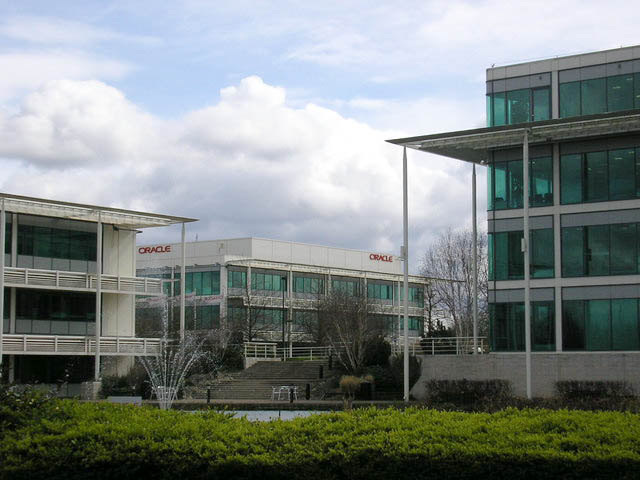
Oracle Corporation has a major business campus at Thames Valley Park in Reading in England
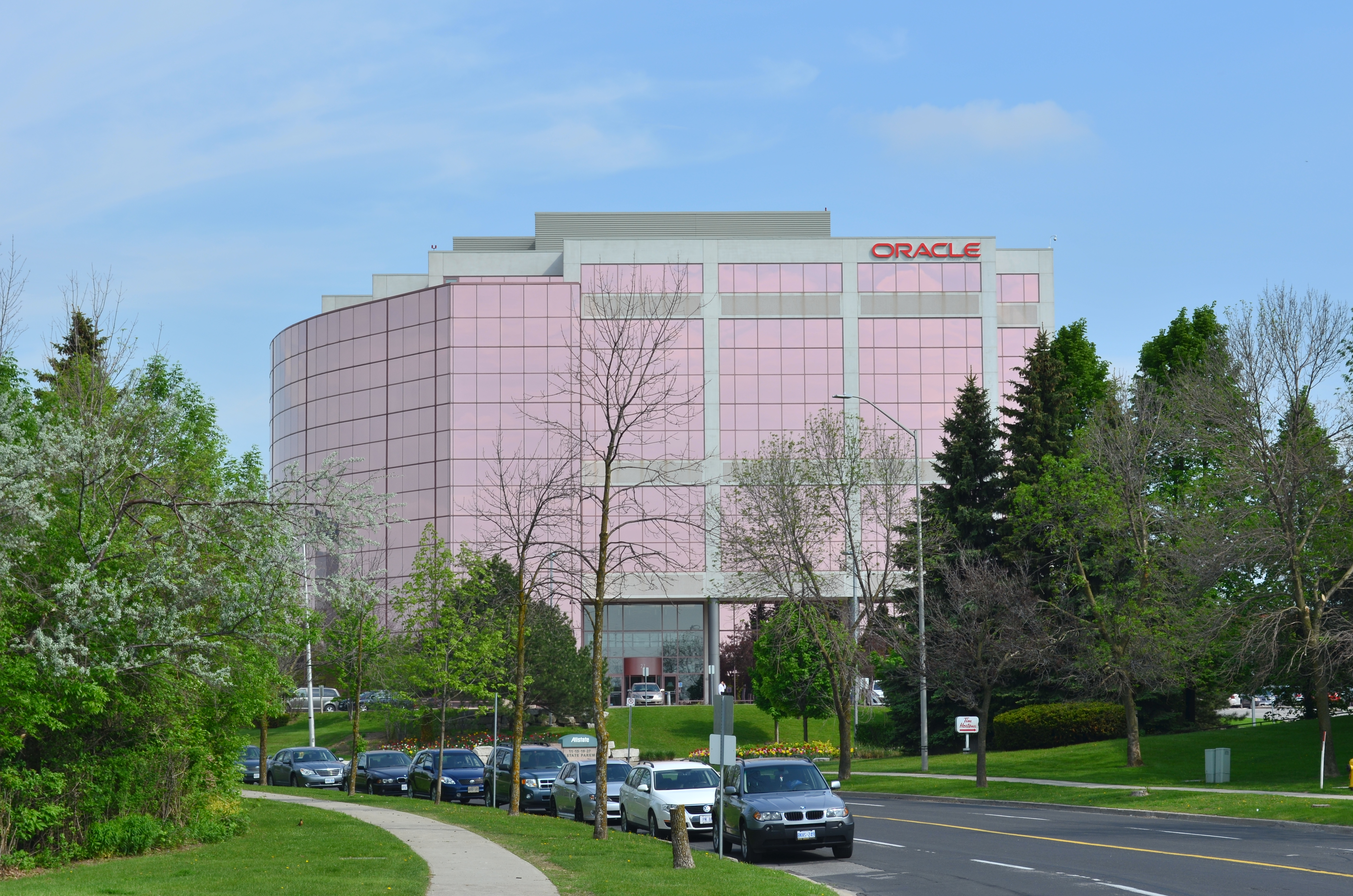
Oracle in Markham, Ontario

## 같이 보기
- 오라클 자격증 프로그램
- 오라클 데이터베이스
- 오라클 리눅스